# البشير الغرياني
البشير الغرياني ممثل مسرحي تونسي من مواليد 17 جانفي 1961، له العديد من الأعمال المسرحية.

## مسرحياته
- 1978 : اسأل مجرب
- 1979 : هذا يصيح و هذا يصيح
- 1980 : البركان
- 1981 : الدنيا مشاكل
- 1982 : لعبة السلطان و الوزير
- 1984 : من أين هذه البلية
- 1985 : احتراماتي
- 1986 : رحلة المفاجآت
- 1986 : الصياد النبيل
- 1986 : الكتاكيت
- 1987 : مدينة المقنعين
- 1991 : الحائط
- 1993 : دون جوان
- 1993 : الجثة المطوّقة
- 1994 : الدحداح ري
- 1995 : راجل و مرا
- 1995 : زينب
- 1997 : فاجعة في باريس

## روابط خارجية
- البشير الغرياني على موقع IMDb (الإنجليزية)
- البشير الغرياني على موقع قاعدة بيانات الأفلام العربية